# Брезнички-Хум
Брезнички-Хум (хорв. Breznički Hum) — община с центром в одноимённом посёлке на севере Хорватии, в Вараждинской жупании. Население 557 человек в самом посёлке и 1575 человек во всей общине (2001), в которую кроме Брезнички-Хума входит ещё 4 деревни. Подавляющее большинство населения — хорваты (99,4 %).
Брезнички-Хум находится в 5 км к югу от Нови-Марофа в холмистой местности. В двух километрах к востоку от посёлка проходит автобан A4. Пятью километрами южнее расположена Брезница.